# František Sisr
František Sisr (Vysoké Mýto, 17 marzo 1993) è un dirigente sportivo, ex ciclista su strada ed ex pistard ceco.

## Palmarès

### Strada
- 2015 (Team Dukla Praha, due vittorie)

Campionati cechi, Prova in linea Elite
Korona Kocich Gor
- 2016 (Klein Constantia, due vittorie)

1ª tappa Tour de Bretagne (Quiberon > Landévant)
1ª tappa East Bohemia Tour (Lázně Bělohrad > Trutnov)
- 2018 (CCC Sprandi Polkowice, due vittorie)

Ronde van Drenthe
Visegrad 4 Kerékpárverseny
- 2019 (Elkov-Author Cycling Team, una vittoria)

Campionati cechi, Prova in linea Elite

#### Altri successi
- 2015 (Team Dukla Praha)

Classifica giovani Tour d'Azerbaïdjan
Classifica a punti East Bohemia Tour
Classifica scalatori Tour of Fuzhou
- 2016 (Klein Constantia)

Classifica a punti Okolo Slovenska
- 2018 (CCC Sprandi Polkowice)

3ª tappa - parte a Sibiu Cycling Tour (Cisnădie > Sibiu, cronosquadre)

### Pista
- 2011

Campionati del mondo, Scratch Junior
- 2013

Campionati cechi, Inseguimento a squadre (con Jan Kadúch, Ondřej Rybín e Ondřej Vendolský)
Campionati cechi, Americana (con Ondřej Vendolský)
- 2015

Grand Prix Favorit, Americana (Brno, con Denis Rugovac)
GP Czech Cycling Federation, Americana (Prostějov, con Denis Rugovac)
- 2016

Campionati cechi, Corsa a punti
- 2017

Campionati cechi, Corsa a eliminazione

## Piazzamenti

### Competizioni mondiali
- Campionati del mondo su pista

Montichiari 2010 - Inseguimento a squadre Junior: 11º
Mosca 2011 - Inseguimento a squadre Junior: 8º
Mosca 2011 - Scratch Junior: vincitore
Mosca 2011 - Inseguimento individuale Junior: 20º
Minsk 2013 - Inseguimento a squadre: 11º
- Campionati mondiali su strada

Richmond 2015 - In linea Under-23: ritirato
Doha 2016 - In linea Elite: ritirato
Yorkshire 2019 - In linea Elite: ritirato

### Competizioni europee
- Campionati europei su pista

Anadia 2011 - Inseguimento a squadre Junior: 5º
Anadia 2011 - Inseguimento individuale Junior: 10º
Anadia 2011 - Scratch Junior: 5º
Anadia 2011 - Americana Junior: 2º
Panevėžys 2012 - Inseguimento a squadre: 6º
Anadia 2013 - Inseguimento a squadre Under-23: 3º
Apeldoorn 2013 - Inseguimento a squadre: 14º
Anadia 2014 - Corsa a punti Under-23: 22º
Anadia 2014 - Scratch Under-23: 8º
Baie-Mahault 2014 - Scratch: 9º
Baie-Mahault 2014 - Omnium: 14º
Atene 2015 - Inseguimento a squadre Under-23: 8º
Atene 2015 - Corsa a punti Under-23: 7º
Atene 2015 - Americana Under-23: 8º
Grenchen 2015 - Inseguimento a squadre: 13º
Grenchen 2015 - Corsa a eliminazione: 16º
- Campionati europei su strada

Nyon 2014 - In linea Under-23: 85º
Tartu 2015 - In linea Under-23: 18º
Plumelec 2016 - In linea Elite: 83º
Herning 2017 - In linea Elite: 30º
Alkmaar 2019 - In linea Elite: ritirato
- Giochi europei

Minsk 2019 - In linea: 17º